# كويلا
كويلا بالإنجليزية (بالإنجليزية: Koyla)‏ فيلم هندي من إنتاج 1997، ومن إنتاج وإخراج راكيش روشان.

## أبطال الفيلم
- شاه روخ خان في دور شانكار .
- مادهوري ديكسيت في دور غوري .
- امريش بوري في دور راجا ساب .
- جوني ليفير